# آورو اشتون
آورو اشتون (به انگلیسی: Avro Ashton) یک هواپیمای ساختِ کارخانهٔ آورو در کشور بریتانیا است. این هواپیما در ۱ سپتامبر ۱۹۵۰ میلادی نخستین پرواز خود را انجام داد.